# Azerbejdżański Kurułtaj 1943
Azerbejdżański Kurułtaj w 1943 r. (az. Azerbaycan Kurultayı 1943) – zjazd narodowy Azerów w I poł. listopada 1943 podczas II wojny światowej.
Wśród emigrantów azerskich, jak też Azerów, którzy znaleźli się w Niemczech po rozpoczęciu wojny z ZSRR latem 1941, pojawiła się idea zwołania zjazdu narodowego, czyli kurułtaju. Przygotowania prowadził sztab łącznikowy na czele z płk. Mahomedem Nabi-ogły Israfiłowem z Azerbejdżańskiego Komitetu Narodowego i redakcja pisma "Azerbejdżan". Ze strony niemieckiej najsilniej był zaangażowany prof. Gerhard von Mende z Ministerstwa Rzeszy do spraw Okupowanych Terytoriów Wschodnich Alfreda Rosenberga. Do zwołania zjazdu doszło 6 listopada 1943 r. w hotelu "Kaiserhof" w Berlinie. Uczestniczyli w nim przedstawiciele przedwojennej emigracji azerskiej, uchodźców cywilnych z czasów wojny i delegaci z azerbejdżańskich oddziałów wojskowych w służbie niemieckiej. Mieli też przybyć azerscy emigranci z Turcji, ale ostatecznie do tego nie doszło. Po wygłoszeniu wstępnego przemówienia przez Abbas-beja Atama Alibekowa został przedstawiony program polityczny. Delegaci głosili hasła niepodległości Azerbejdżanu, który miał znajdować się pod niemieckim protektoratem. Niemcy zmusili jednak działaczy azerskich do wprowadzenia do ich programu hasła walki nie tylko z Sowietami, ale też zachodnimi aliantami. Następnie przyjęto przysięgę delegatów na wierność ojczyzny. Następnego dnia przemawiali działacze różnych organizacji emigracyjnych, w tym innych narodów muzułmańskich zamieszkujących ZSRR, a także przedstawiciele władz niemieckich i armii, uczeni i dziennikarze. Swoją mowę wygłosił również wielki mufti Mohammad Amin al-Husajni. Od 8 do 10 listopada rozpatrywano kwestie organizacyjne, jak m.in. wybór najwyższego organu azerbejdżańskiego ruchu narodowo-wyzwoleńczego (50-osobowy Medżlis), utworzenie nowego pisma "Milli Birlik", czy wydawanie książek i broszur. Omawiano problemy rozwoju oddziałów wojskowych złożonych z Azerów w służbie niemieckiej, ich uzbrojenia, wyposażenia, wyglądu mundurów, oznak narodowych i odznaczeń. Dużą uwagę zwrócono na "ostarbeiterów" i jeńców wojennych z Armii Czerwonej pochodzenia azerskiego. Ostatniego dnia, tj. 11 listopada, delegaci kurułtaju przedstawili władzom III Rzeszy następujące postulaty: przyznanie Azerbejdżanowi niezawisłości narodowej, połączenie wszystkich oddziałów wojskowych w Azerbejdżańską Armię Narodową, utworzenie oddzielnych szpitali wojskowych i sanatoriów dla rannych i chorych żołnierzy Azerów, zrównanie praw żołnierzy pochodzenia azerbejdżańskiego z niemieckimi, uwolnienie wszystkich Azerów z obozów jenieckich i przyznanie im możliwości swobodnej pracy lub wstąpienia do azerbejdżańskich oddziałów wojskowych.